# Hedyotis leschenaultiana
Hedyotis leschenaultiana är en måreväxtart som beskrevs av Dc.. Hedyotis leschenaultiana ingår i släktet Hedyotis och familjen måreväxter.

## Underarter
Arten delas in i följande underarter:
- H. l. leschenaultiana
- H. l. wynaadensis